# Тибелево
Тибелево (баш. Тибел) — деревня в Балтачевском районе Республики Башкортостан Российской Федерации. Входит в состав Шавьядинского сельсовета.

## География

### Географическое положение
Расстояние до:
- районного центра (Старобалтачёво): 20 км,
- центра сельсовета (Шавьяды): 4 км,
- ближайшей ж/д станции (Куеда): 58 км.

## Население
| 2002 | 2009 | 2010 |
| ---- | ---- | ---- |
| 231  | ↘215 | ↘189 |

Согласно переписи 2002 года, преобладающая национальность — башкиры (71 %).